# Подгоре
Подгоре (болг. Подгоре) — село в Болгарии. Находится в Видинской области, входит в общину Макреш. Население составляет 262 человека.

## Политическая ситуация
В местном кметстве Подгоре, в состав которого входит Подгоре, должность кмета (старосты) исполняет Илия Каменов Иванов (коалиция в составе 2 партий: Болгарская социалистическая партия (БСП), БЪЛГАРСКА СОЦИАЛИСТИЧЕСКА ПАРТИЯ И ПАРТИЯ ЗЕМЕДЕЛСКИ НАРОДЕН СЪЮЗ,ЗЕМЕДЕЛСКИ НАРОДЕН СЪЮЗ) по результатам выборов правления кметства.
Кмет (мэр) общины Макреш — Иван Каменов Вылчев (коалиция в составе 2 партий: Земледельческий народный союз (ЗНС), Болгарская социалистическая партия (БСП)) по результатам выборов в правление общины.